# Mostafa Zamani
Pour les articles homonymes, voir Zamani.
Mustafa Zamani (en arabe : مصطفی زمانی), né le 20 juin 1982 à Fereydun  Kenar, en Iran est un acteur iranien. Il a obtenu un diplôme en gestion industrielle avant d'obtenir une maîtrise en gestion de la technologie.Il a joué dans plusieurs séries telles que Dans l’œil du cyclone (2003-2009) et Shahrzad (2015-2018) Il est né du père Mazandrani et de la mère Gilan et il a vécu jusqu'à 7 ans à Gilan, puis il a déménagé dans la province de Fereydunkenar Mazandaran .  

## Biographie
Il est apparu pour la première fois dans la série Prophète Joseph Zamani a fait ses débuts au cinéma en 2009 avec Aul.
Depuis lors, il est apparu dans de nombreux films, dont Farewell Baghdad (2009), Retribution (2009), Parya's Story (2010), Parinaz (2010), The Final Whistle (2010), A Simple Romance (2011), The Queen (2011), Je suis son épouse (2011), Berlin 7 (2011), Mirror and Candlestick (2012) et The Exclusive Line (2013).

## Filmographie

### Télévision
| Année     | Titre             | Rôle             | Chaîne   |
| --------- | ----------------- | ---------------- | -------- |
| 2008      | Prophet Joseph    | Joseph           | IRIB TV1 |
| 2008      | Dar Chashm-e Baad | Invité           | IRIB TV1 |
| 2015-2016 | Shahrzad          | Farhad Damavandi | Film Net |
| 2017-2018 | Shahrzad 2        | Farhad Damavandi | Film Net |
| 2018      | prophète Moise    | Joseph           | IRIB TV1 |
| 2019      | Blue Whale        | Jahan            | IRIB TV1 |

### Cinéma
- 2016 : A Special Day
- 2015 : Atena
- 2014 : Small Black Fish
- 2014 : Jameh Daran
- 2014 : The Exclusive Path
- 2013 : Twenty Weeks
- 2013 : Mirror Shmdvn
- 2012 : Berlin -7
- 2012 : South Street Thief
- 2012 : I'm His Wife
- 2012 : My Father Love Story
- 2012 : Queen
- 2011 : A simple romantic
- 2011 : Final whistle
- 2011 : Parinaz
- 2010 : Booye Gandom
- 2009 : Paria Story
- 2009 : Penalty
- 2008 : Goodbye Baghdad
- 2022 : Sans rendez-vous préalable (Bedouane gharare ghabli) de Behrouz Shoeibi